# مدخل إلى رياضيات النسبية العامة
تتسم رياضيات النسبية العامة بالتعقيد. إذ أن قوانين الحركة الكلاسيكية تفترض أن كلًا من أبعاد الأجسام ومعدل مرور الأزمنة يظل ثابتًا أثناء تسارع الجسم، مما يعني أن معظم مسائل الميكانيكا الكلاسيكية يمكن حلها باستخدام الجبر فقط. أما نظرية النسبية فهي تنص على أن كلًا من أبعاد الأجسام ومعدل مرور الأزمنة يتغير بدرجة ملحوظة كلما اقتربت سرعة الجسم الخاضع للدراسة من سرعة الضوء. ونتيجة لذلك تقتضي النسبية العامة استخدام بعض المفاهيم الرياضية المتقدمة مثل المتجهات، والموترات، والموترات الزائفة، والإحداثيات المنحنية.

## المتجهات والموترات

### المتجهات
في مجالات الرياضيات والفيزياء والهندسة، يُعرف المتجه الإقليدي (ما يُدعى أحيانًا المتجه الهندسي، أو المتجه المكاني، أو المتجه) بأنه شكل هندسي له مقدار (أو طول) واتجاه. أي أن المتجه هو العنصر اللازم لحمل النقطة A والانتقال بها إلى النقطة B؛ إذ تشير كلمة «vector» في اللاتينية إلى «الشخص الذي يقوم بحمل الأشياء». مقدار المتجه يساوي المسافة بين النقطتين ويشير الاتجاه إلى اتجاه الحركة من النقطة A إلى B. تقترن العديد من العمليات الجبرية على الأعداد الحقيقية (مثل الجمع، والطرح، والضرب، والنفي) بمفاهيم مشابهة للمتجهات بدرجة كبيرة، وهي تتبع قوانين الجبر المألوفة: الخاصية التبادلية، والتجميعية، والتوزيعية.

### الموترات
يمكن اعتبار الموترات امتدادًا لمفهوم المتجهات، بمعنى أنها مقترنة باتجاهات متعددة وليس اتجاهًا واحدًا. إذ تظهر الكميات القياسية (غير المتجهة) على صورة نقطة واحدة على الرسم البياني؛ شكل عديم الأبعاد. بينما يظهر المتجه (الذي يتكون من مقدار واتجاه) في الرسم البياني على صورة خط؛ شكل أحادي الأبعاد. يمكن اعتبار المتجه موترًا من الرتبة الأولى نظرًا إلى أنه مقترن باتجاه واحد. بينما يتكون الموتر من الرتبة الثانية من مقدارين واتجاهين، وهو يظهر في الرسم البياني على صورة خطين مشابهين لعقارب الساعة. أي أن رتبة الموتر هي عدد الاتجاهات التي يحتويها الموتر، وهي مستقلة عن الأبعاد الخاصة بكل اتجاه بمفرده. يمكن تمثيل موتر من الرتبة الثانية في سطح ثنائي الأبعاد بواسطة مصفوفة 2x2، وفي فضاء ثلاثي الأبعاد بواسطة مصفوفة 3x3، ولكن في كلتا الحالتين تظل المصفوفة التي تمثل الموتر من الرتبة الثانية مصفوفة مربعة. بينما يحتوي الموتر من الرتبة الثالثة على ثلاثة مقادير وثلاثة اتجاهات، ويمكن تمثيله في الفضاء ثلاثي الأبعاد بواسطة مصفوفة «مُكعبة» (أي مصفوفة ثلاثية الأبعاد) 3x3x3، وهلم جرًا.

### تطبيقات
تلعب المتجهات دورًا أساسيًا في العلوم الفيزيائية. إذ أنها تُستخدم في تمثيل الكميات التي تحتوي على مقدار واتجاه، مثل السرعة المتجهة التي تتكون من مقدار السرعة واتجاهها. على سبيل المثال يمكن تمثيل «سرعة مقدارها 5 م/ث إلى الأعلى» في سطح ثنائي الأبعاد بواسطة المتجه (0, 5) (ذلك إذا اعتبرنا أن محور y الموجب يشير إلى الأعلى). من بين الأمثلة الأخرى على الكميات التي يمكن تمثيلها بواسطة المتجهات: القوة، إذ أنها تتكون من مقدار واتجاه. تصف المتجهات العديد من الكميات الفيزيائية الأخرى مثل الإزاحة، والتسارع، والزخم، والزخم الزاوي. تُمثل المتجهات الفيزيائية الأخرى، مثل المجالات الكهربية والمغناطيسية، على صورة نظام من المتجهات الواقعة عند كل نقطة من نقاط الفضاء الفيزيائي؛ أو بعبارة أخرى، حقل اتجاهي.
تُستخدم الموترات هي الأخرى في تطبيقات واسعة في الفيزياء، مثل:
- الموتر الكهرومغناطيسي (أو موتر فارادي) في الفيزياء الكهرومغناطيسية
- موترات التشوه المحدود التي تصف التشوهات الميكانيكية، وموتر الانفعال لوصف الانفعال في ميكانيكا الأوساط المتصلة
- تُكتب السماحية الكهربية والقابلية الكهربية على صورة موترات في الأوساط اللامتناحية
- موتر الإجهاد–الطاقة في النسبية العامة، يُستخدم في تمثيل تدفقات الزخم
- مؤثرات الموتر الكروي هي الدوال الذاتية لمؤثر الزخم الزاوي الكمي في الإحداثيات الكروية
- يمثل موتر الانتشار (الأساس الذي تقوم عليه تقنية التصوير بموتر الانتشار) معدلات الانتشار المختلفة في البيئات البيولوجية

### الأبعاد
تقتضي النسبية العامة استخدام المتجهات رباعية الأبعاد، أو ما يُعرف بالمتجه الرباعي. تلك الأبعاد الأربعة هي: الطول، والارتفاع، والعرض، والزمن. تمثل «النقطة» في ظل هذه الظروف حدثًا، إذ أنها تحتوي على مكان وزمان في نفس الوقت. وبشكل مشابه للمتجهات، يجب أن تكون الموترات رباعية الأبعاد في سياق النسبية. ومن بين الأمثلة على ذلك موتر انحناء ريمان.

### تحويل إحداثي
في سياق الفيزياء والرياضيات، تُكتب المتجهات في العادة على صورة قائمة من الأعداد تعتمد قيمها على نظام إحداثي مساعد أو إطار مرجعي. تتغير قيم تلك المركبات نتيجة لتحول الإحداثيات عن طريق تدوير أو مط نظام الإحداثيات على سبيل المثال. لا تؤثر عملية التحويل في المتغير نفسه بل في الإطار المرجعي، مما يؤدي إلى تغير قيم مركبات المتجه التي تمثل الكميات المقاسة بالنسبة للإطار المرجعي.
تُوصف المتجهات بأنها متغيرة توافقيًا أو متغيرة عكسيًا على حسب نوع العلاقة بين تحول الإحداثيات وتحول مركبات المتجه.
- تُقاس المتجهات المتغيرة عكسيًا بوحدة المسافة (مثل متجه الإزاحة)، أو وحدة المسافة مضروبة في أي وحدة أخرى (مثل متجه السرعة والتسارع). إذ تتحول مركباتها بشكل معاكس لتحول نظام الإحداثيات. على سبيل المثال، إذا حولنا الوحدة المستخدمة من المتر إلى وحدة أصغر مثل الملليمتر، فستزداد قيم مركبات المتجهات (1 م سوف تتحول إلى 1000 مم).
- أما المتجهات المتغيرة توافقيًا فهي تُقاس بوحدة معكوس المسافة (مثل مؤثر التدرج) وهي تتحول بشكل مشابه لتحول نظام الإحداثيات. على سبيل المثال إذا حولنا الوحدة المستخدمة من متر إلى ملليمتر فسوف يقل العدد الذي يعبر عن قياس التدرج: أي أن 1 K/m سوف تصبح 0.001 K/mm.

في نظام ترميز أينشتاين، يُرمز إلى المتجهات والمركبات والموترات المتغيرة عكسيًا برموز ذات حروف علوية (مثل xi)، بينما يُرمز إلى المتجهات والمركبات والموترات المتغيرة توافقيًا برموز ذات حروف سفلية (مثل xi). يمكن «رفع» أو «إنزال» تلك الرموز عن طريق الضرب في مصفوفة مناسبة، وهي عادة ما تكون مصفوفة الوحدة.
للتحويلات الإحداثية أهمية كبرى نظرًا إلى أن النسبية تنص على عدم تفضيل نقطة مرجعية (أو منظور) على أخرى. فعلى سطح الأرض لدينا نظام أبعاد نستخدمه للتنقل في جميع أرجاء الكوكب (شمال، وشرق، وإلى أعلى)، بينما يفتقر الفضاء الخارجي إلى مثل هذا النظام. ونتيجة لعدم وجود إحداثيات ثابتة مُتفق عليها، من الأدق أن نصف الأبعاد الأربعة بدلالة: إلى/عن، ويمينًا/يسارًا، وأعلى/أسفل، وفي الماضي/في المستقبل. على سبيل المثال، إذا تصورنا أن الأرض جسم ثابت لا يتحرك، أين ومتى وقع إعلان الاستقلال الأمريكي؟ بالنسبة لشخص ما في الوقت الحاضر أعلى جبل رينيه ينظر باتجاه الشرق، فإن هذا الحدث يقع أمامه، يمينًا، إلى الأسفل، في الماضي. أما بالنسبة لشخص ما في إنجلترا في العصور الوسطى ينظر باتجاه الشمال، فإن هذا الحدث يقع خلفه، يسارًا، في نفس مستوى الارتفاع، في المستقبل. لم يطرأ أي تغيير على الحدث نفسه، ولكن موقع المراقب تغير.

## المحاور المائلة
النظام الإحداثي المائل هو نظام إحداثي لا تتعامد محاوره على بعضها بالضرورة؛ أي أنها تتقاطع بزاوية غير قائمة. إذا طبقنا التحويلات الإحداثية كما ذكرنا في الأعلى فستبدو محاور النظام الجديد مائلة بدرجة أكبر مقارنةً بالنظام القديم.